# Trine Hansen
Hanne Trine Hansen (Ringsted, 19 de febrero de 1973) es una deportista danesa que compitió en remo.
Participó en dos Juegos Olímpicos de Verano, obteniendo una medalla de bronce en Atlanta 1996, en la prueba de scull individual, y el octavo lugar en Barcelona 1992, en el cuatro scull.
Ganó tres medallas en el Campeonato Mundial de Remo entre los años 1993 y 1997.
Se retiró de la competición en 1999. Estudió en la Academia Policial de Copenhague entre 1998 y 2001, y después trabajó como agente de policía en diferentes comisarías.

## Palmarés internacional
| Juegos Olímpicos   | Juegos Olímpicos              | Juegos Olímpicos  | Juegos Olímpicos |
| Año                | Lugar                         | Medalla           | Prueba           |
| ------------------ | ----------------------------- | ----------------- | ---------------- |
| 1996               | Atlanta (Estados Unidos)      | Medalla de bronce | Scull individual |
| Campeonato Mundial |                               |                   |                  |
| Año                | Lugar                         | Medalla           | Prueba           |
| 1993               | Račice (República Checa)      | Medalla de bronce | Scull individual |
| 1994               | Indianápolis (Estados Unidos) | Medalla de oro    | Scull individual |
| 1997               | Aiguebelette (Francia)        | Medalla de plata  | Scull individual |